# Fort Dorothea
Le Fort Dorothea est une forteresse brandebourgeoise et néerlandaise située sur la Côte-de-l'Or au Ghana. Elle est construite en 1684 afin de fortifier les positions de la Côte-de-l'Or prussienne et faciliter le commerce d'esclaves. 
Elle passera entre les mains des néerlandais à plusieurs reprises par les armes. En 1718, le fort est vendu aux néerlandais. En 1871, il est vendu aux Britanniques qui l'abandonnent. Les ruines du fort sont aujourd'hui entièrement dissimulée par la végétation. 

## Histoire
En 1682, le major-général Otto Friedrich von der Groeben accoste au Cap des Trois-Pointes, près d'Akwidaa et entame des négociations avec les chefferies ahantas locales. Il a pour mission d'établir une base pour le commerce brandebourgeois, cependant la région est déjà revendiquée par la Compagnie néerlandaise des Indes occidentales au travers du Traité de Butre.
En 1684, un traité est signé entre les Brandebourgeois et 24 chefs locaux afin de leur permettre d'établir une base. Les travaux du Fort Groß Friedrichsburg débutent parallèlement à celle du Fort Dorothée avec le soutien des chefs ahantas. 
Ces fortifications sont construites selon les plans de l'ingénieur Karl Constantin von Schnitter. Le Fort Dorothée porte le nom de la seconde épouse de Frédéric Ier. La construction s'achève en 1685.
Les britanniques et les danois reconnaissent la présence prussienne, mais les néerlandais s'y opposent et financent une expédition Fanti afin d'attaquer le fort Dorothée. Le fort est pris en 1687, mais finalement rendu aux brandebourgeois trois ans plus tard.  
À partir de 1711, le fort est dirigé par les ahantas, par l'intermédiaire de John Canoe, marchand africain devenu gouverneur, par défaut, du Fort Frederiksburg. En effet, l'administration des forts prussiens est progressivement délaissée. Le chef John Canoe est rapidement devenu un ennemi pour les anglais et les néerlandais qui profitent d'un conflit avec un courtier d'Axim en 1712 pour attaquer conjointement. Le fort Dorothea subit d'importantes dégradations que les brandebourgeois réparent ensuite.
En 1718, le fort est finalement vendu aux néerlandais. Ils y apportent des modifications. En 1872, il est ensuite vendu aux britanniques. Aujourd'hui, le fort est à l'état de ruines.

## Emplacement

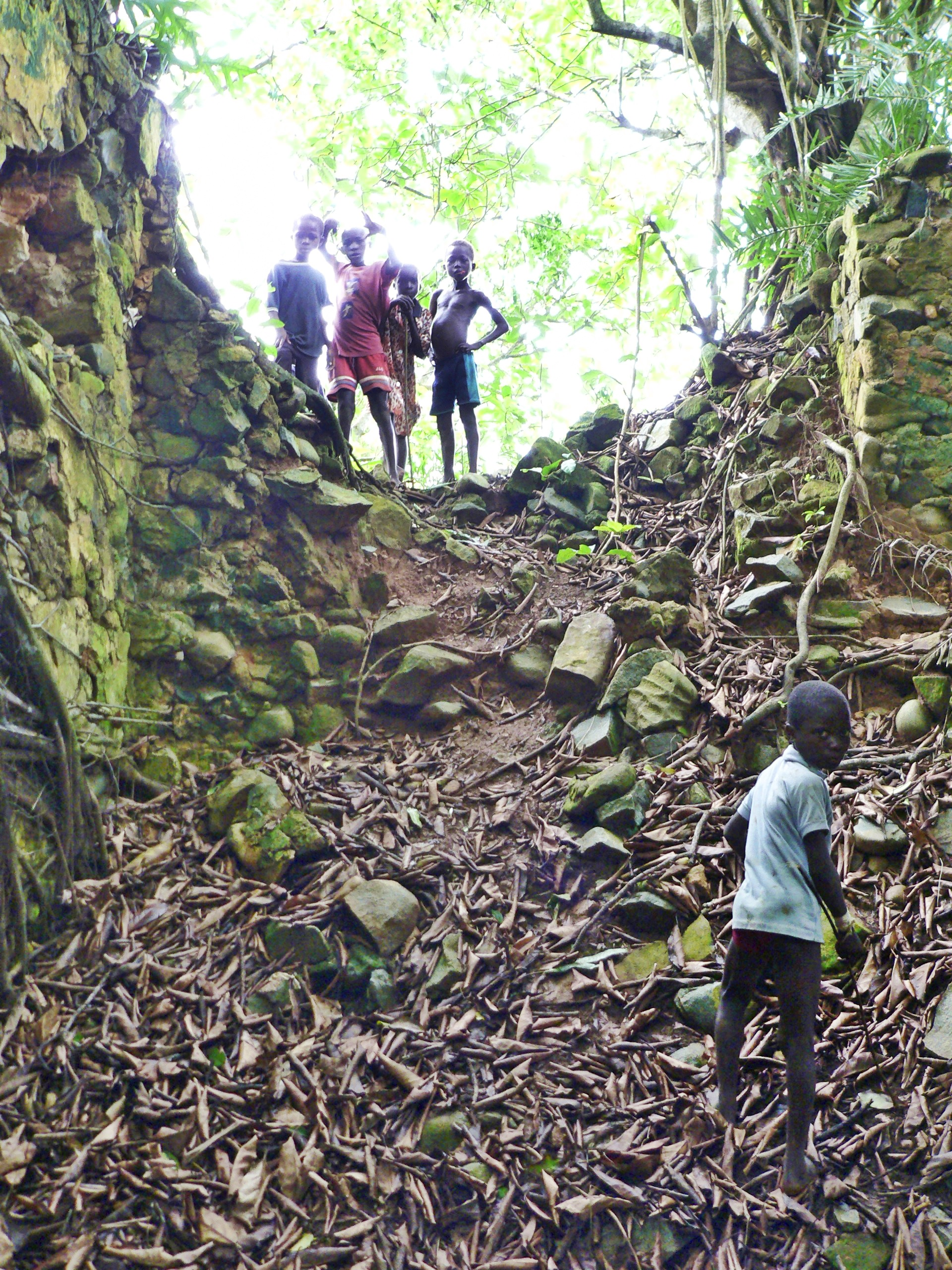
Ruines actuelles du fort Dorothée.

L'emplacement choisi pour le fort Dorothea est une presqu'île jouxtant Akwidaa, là où les expéditions néerlandaises ont fondé un comptoir commercial alors abandonné à la fin du XVIIe siècle. La péninsule de la Baie d'Ezile est un point de passage stratégique pour le contrôle maritime du Cap des Trois Pointes. 

## Vestiges actuels
Aujourd'hui, il ne subsiste que quelques murs de la fortification dissimulés par la végétation. Le fort est encore aujourd'hui à l'abandon, si bien que les promeneurs peuvent tomber sur des canons délaissés en pleine brousse. Les vestiges de ce fort ne font pas partie des éléments du patrimoines préservés au Ghana et le tourisme à destination du fort est dissuadé. En effet, les environs des ruines du fort serviraient de cimetière pour la famille royale Akwidaa qui considèrent l'endroit sacré. Une permission d'accès est indispensable pour s'y rendre.